# 영주 만간암
영주 만간암(榮州 晩看庵)은 대한민국 경상북도 영주시에 있는 조선시대의 건축물이다. 2008년 9월 18일 경상북도의 문화재자료 제539호로 지정되었다.

## 개요
만간암은 영주 우금에 약 400여년간 거세한 예안김씨의 대표적인 건축물로 斗巖 金友益(1571~1640)의 손자인 金宗灝의 셋째 아들을 金宗溥(1627~1656)에게 양자로 보내면서 자주 볼 수 있도록 두암고택 옆에 1676년에 지어준 것으로 전한다. 평면구성에서 안사랑이 발달되고 감실과 툇마루로 이어지는 공간구성은 영남지방에서 쉽게 찾아볼 수 없으며 두암고택과의 관계를 고려하여 평면을 구성할 것이 매우 특이하고 사랑채의 귀틀 구성도 통상적인 것은 아니다. 만간암은 유형문화재 제81호 두암고택과의 연관성과 영주에 세거한 예안김씨 사생활 및 주거사의 한 모습을 볼 수 있다.

## 같이 보기
- 우금촌두암고택 (경상북도 시도유형문화재 제81호)

## 참고 자료
- 영주 만간암 - 국가유산청 국가유산포털